# Adelieledone
Adelieledone is een geslacht van inktvissen uit de familie van Megaleledonidae.

## Soorten
- Adelieledone adelieana (Berry, 1917)
- Adelieledone piatkowski Allcock, Hochberg, Rodhouse & Thorpe, 2003
- Adelieledone polymorpha (Robson, 1930)